# RS-02 (Redstone)
RS-02 (RS-XU en codé, RS signifiant qu'il a été construit par l'Arsenal de Redstone) est le nom de code de la seconde fusée de la famille Redstone. C'est un missile PGM-11 Redstone, lancé le 27 janvier 1954 à 15:20 GMT par l'US Army, sur le pas de tir LC-4 de Cap Canaveral. Le vol est un succès; et le missile atteint son apogée, à 90 kilomètres. Le Redstone manque sa cible de 8,4 km,.
Le Redstone était équipé d'un moteur-fusée NAA Rocketdyne 75-110 A-1, et du LEV-3 comme système de contrôle.

## Numéro de série chiffré
Chaque fusée Redstone possédait son numéro dé série. La désignation peinte sur la façade des fusées n'était pas un numéro de série, mais employait un simple chiffrement de transformation que le personnel serait sûr de ne pas oublier. La clé a été tirée du nom de la base de conception et de test: Huntsville, Alabama, donnant HUNTSVILE, avec la lettre double L supprimée, :
```
H → 1 / U → 2 / N → 3 / T → 4 / S → 5 / V → 6 / I → 7 / L → 8 / E → 9 / X → O

```

La lettre X est rajoutée au codage, représentant le 0.
RS et CC peut être aussi figuré sur le nom de la fusée : RS signifie que la fusée est de construction de l’Arsenal de Redstone, CC signifie de construction de Chrysler Corporation.